# Natalina Ramos Filipe Horta

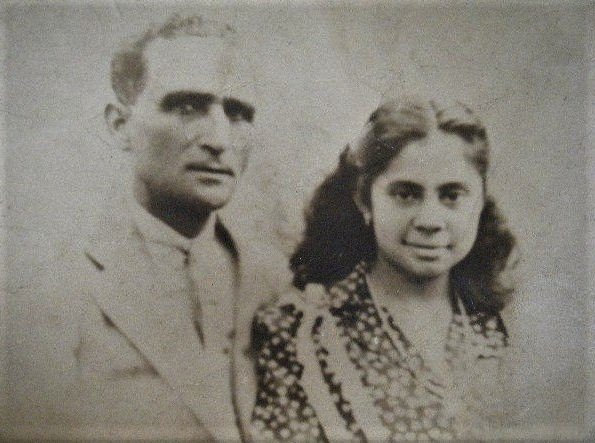
Francisco Horta und Natalina Ramos Filipe

Natalina Ramos Filipe Horta (* 15. November 1929 in Holarua, Manufahi Portugiesisch-Timor; † 27. Februar 2018 in Osttimor) war eine osttimoresische Unabhängigkeitsaktivistin. Sie ist die Mutter des späteren Politikers José Ramos-Horta.

## Leben
Natalina wurde als Tochter einer Timoresin und des Portugiesen Arsénio José Filipe geboren. Der Vater, ein Bauzeichner war als Anarchosyndikalist zunächst auf die Azoren nach Angra do Heroísmo, dann nach Portugiesisch-Guinea (1925) und schließlich 1927 nach Portugiesisch-Timor deportiert worden.
Während der japanischen Besatzung (1942–1945) wurde Natalinas Heimatdorf Ende 1942 von den Japanern wegen Kollaboration mit den Alliierten niedergebrannt und die Bevölkerung massakriert. Die 13-Jährige floh in die Berge und wurde schließlich nach Australien evakuiert, während der Rest der Familie auf der Flucht starb. Nur ihr Vater Arsénio Filipe, der mit den Australiern kämpfte, war schon zuvor evakuiert worden. Auf der Überfahrt nach Australien lernte Natalina den Portugiesen Francisco Horta kennen, den sie heiratete.
Nach dem Zweiten Weltkrieg reiste das Ehepaar nach Lissabon, kehrte aber schon bald nach Timor zurück. Auf der Rückfahrt wurde auf dem Schiff Quanza im August 1946 Romana Ramos-Horta, ihr erstes Kind von zwölf geboren. Der 1949 in Dili geborene Sohn José Ramos-Horta setzte sich für die Unabhängigkeit Osttimors ein, zuerst gegenüber der portugiesischen Kolonialmacht (wofür er zeitweise nach Mosambik verbannt wurde), dann gegen die indonesische Besatzung (1975–1999). 1996 erhielt José Ramos-Horta den Friedensnobelpreis, von 2006 bis 2007 war er Premierminister Osttimors, von 2007 bis 2012 Präsident Osttimors. Ab 2013 war er UN-Sonderbeauftragter für Guinea-Bissau und ist seit 2022 wieder Staatspräsident. Guilherme Gui Ramos-Horta starb 1977 in Zumalai und Nuno Ramos-Horta (Comandante Maukoli) 1978 in Viqueque durch indonesische Sicherheitskräfte. Der Erste starb während eines Polizeiverhörs, der andere verschwand im Alter von 14 Jahren spurlos. Maria Ortencia Ramos-Horta (* 24. Juli 1958) starb bei einem indonesischen Luftangriff am 19. Dezember 1978 in der Region Anon-Lolotoe. António Ramos-Horta starb im November 1992 aufgrund der schlechten medizinischen Versorgung. Francisco Horta jr. (* 13. Februar 1948; † 22. April 2013) starb eines natürlichen Todes. Rosa Maria Horta ist die Witwe des osttimoresischen Politikers João Viegas Carrascalão. Die weiteren Kinder sind Beatriz Horta, Arsênio Ramos-Horta, Natalino Ramos-Horta, Aida Ramos-Horta und Licinia Ramos-Horta.
Auch Filipe Horta engagierte sich gegen die indonesische Besatzung. Von 1975 bis 1978 lebte sie in den Bergen, wie viele andere timoresische Zivilisten, danach wohnte sie in Dili. Sie leitete Informationen über das Rote Kreuz und dem Geistlichen Carlos Filipe Ximenes Belo weiter und versorgte FALINTIL-Kämpfer mit Lebensmitteln. 2016 erhielt Filipe Horta die Medaille des Ordem de Timor-Leste.
Sie starb am 27. Februar 2018 und wurde auf dem Heldenfriedhof in Metinaro beerdigt.